# تافی هابیل
تافی هابیل (انگلیسی: Taffy Abel; ۲۸ مهٔ ۱۹۰۰ – ۱ اوت ۱۹۶۴) بازیکن هاکی روی یخ اهل ایالات متحده آمریکا بود.
وی همچنین برندهٔ جوایزی همچون جام استنلی شده‌است.
از باشگاه‌هایی که در آن بازی کرده‌است می‌توان به نیویورک رنجرز اشاره کرد.